# 久富稲荷神社
久富稲荷神社（ひさとみいなりじんじゃ）は、東京都世田谷区新町にある稲荷神社。

## 概要
創建は不詳だが、400年程度の歴史があるとされる。
新町2丁目の南方、玉川通り付近に鎮座している。東急田園都市線が地下を通る旧大山通りからの長い参道や、昔境内に住み着いていたふくろうに由来するふくろうのお社などで知られる。

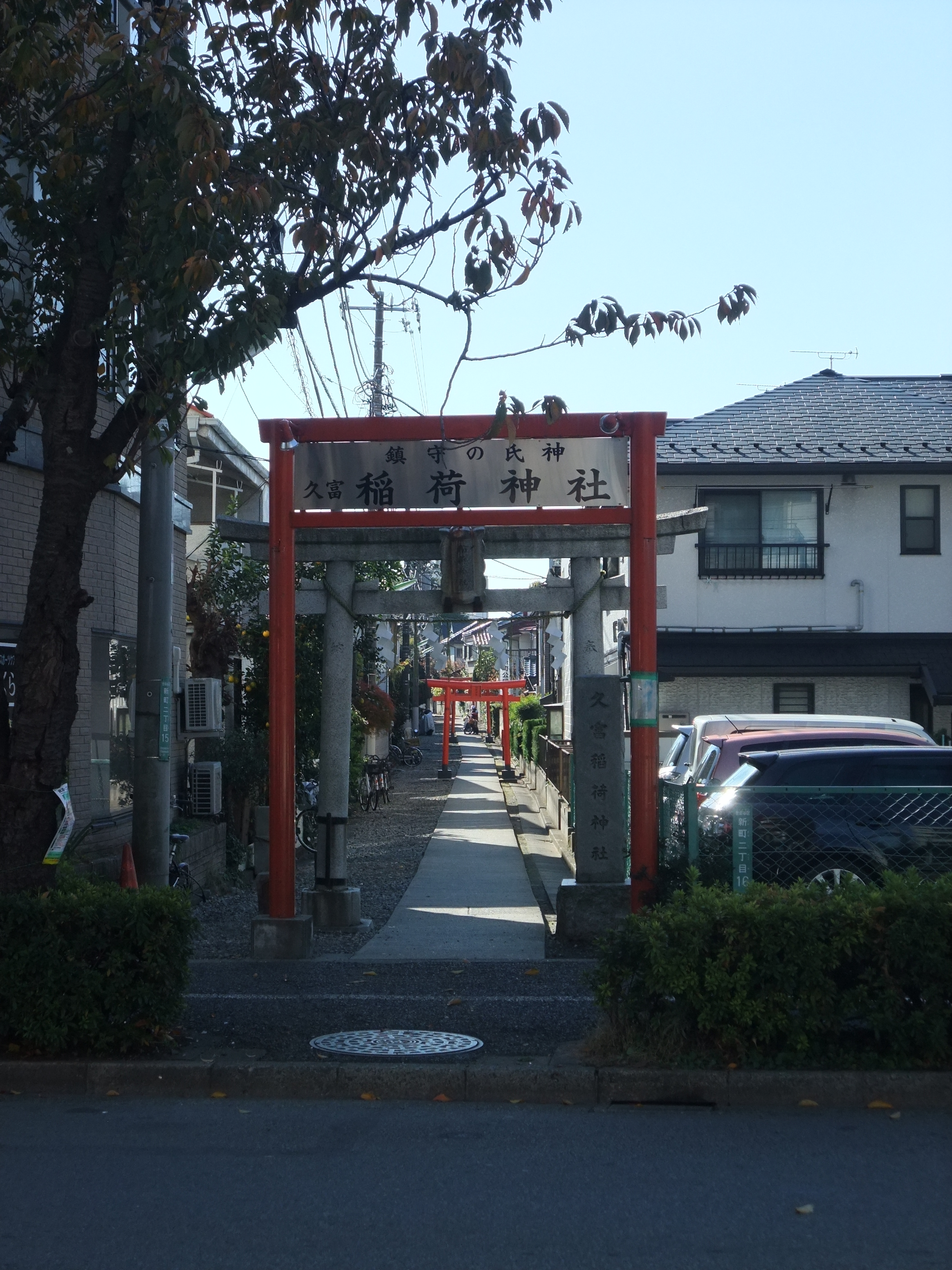
北側参道
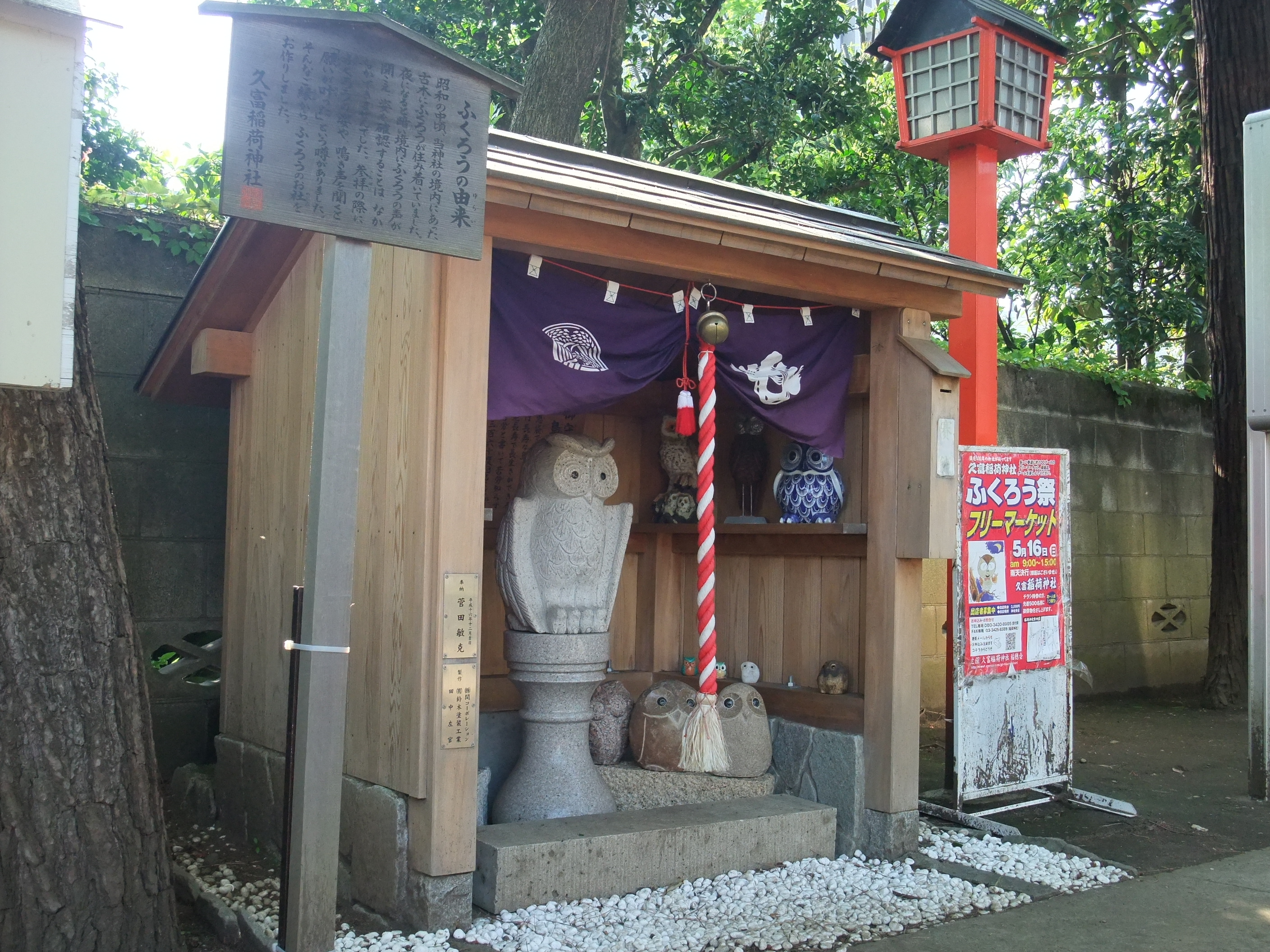
ふくろうのお社

## 祭神
- 宇迦之魂命
- 大宮女命
- 猿田彦命